# Nikołaj Szlaga
Nikołaj Iwanowicz Szlaga (ros. Никола́й Ива́нович Шля́га, biał. Мікалай Іванавіч Шляга, ur. 1 maja 1935 we wsi Pieredrejka w obwodzie homelskim, zm. 25 czerwca 2004 w Moskwie) – radziecki dowódca wojskowy i działacz partyjny, generał pułkownik.

## Życiorys
Urodzony w rodzinie białoruskiego kołchoźnika, od 1958 służył w Armii Radzieckiej, od 1959 należał do KPZR. Od 1959 był pracownikiem partyjno-politycznym w wojsku, w 1972 zaocznie ukończył Wyższą Szkołę Partyjną przy KC KPZR, a w 1976 Akademię Wojskowo-Polityczną im. Lenina. W latach 1976–1983 był instruktorem i zastępcą kierownika sektora Wydziału Organów Administracyjnych KC KPZR. W latach 1983–1985 I zastępca szefa, a 1985–1987 szef Zarządu Politycznego Centralnej Grupy Wojsk, 1987–1989 kierownik sektora Wydziału Organów Administracyjnych KC KPZR. W 1989 zastępca kierownika pododdziału Wydziału Państwowo-Planowego KC KPZR, w latach 1989–1990 I zastępca szefa, a 1990–1991 szef Głównego Zarządu Politycznego Armii Radzieckiej i Floty Wojskowo-Morskiej, generał pułkownik, 1990–1991 członek KC KPZR. W 1991 I zastępca ministra obrony ZSRR i szef Głównego Zarządu Wojskowo-Politycznego Sił Zbrojnych ZSRR.

## Odznaczenia
- Order Czerwonej Gwiazdy
- Order „Za służbę Ojczyźnie w Siłach Zbrojnych ZSRR” III klasy
- Order Czerwonej Gwiazdy (Czechosłowacja)
- Order Czerwonego Sztandaru (Afganistan)

I odznaczenia mongolskie, kubańskie, bułgarskie, rumuńskie, NRD-owskie i polskie.